# استان اوروپزا
استان اوروپزا (به اسپانیایی: Provincia de Samuel Oropeza) یکی از استان‌های بولیوی در بولیوی است که در شهرستان چوکیساکا واقع شده‌است. استان اوروپزا ۳٬۹۴۳ کیلومتر مربع مساحت و ۲۴۱٬۳۷۶ نفر جمعیت دارد و ۲٬۰۰۰ متر بالاتر از سطح دریا واقع شده‌است.